# BR-280
Pour les articles homonymes, voir Route 280.

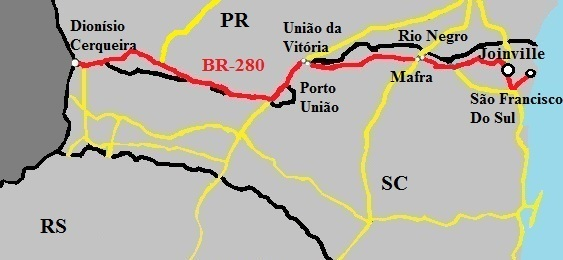
Tracé de la BR-280.

La BR-280 est une importante route fédérale transversale brésilienne située les États de Santa Catarina et Paraná. Elle a une longueur de 642,2 km et relie São Francisco do Sul à Dionísio Cerqueira, à la frontière avec l'Argentine.

## Importance économique
L'autoroute est très importante dans la région pour le flux des cultures agricoles et des produits industrialisés, en particulier vers le Port de São Francisco do Sul.

## Sections dupliquées de l'autoroute
En avril 2018, DNIT commence à travailler sur le doublement de 74 km de la BR-280, entre São Francisco do Sul et Jaraguá do Sul. Le projet prévoit une modification de son tracé, qui cessera de traverser le périmètre urbain central de Jaraguá do Sul, redevenant une voie unique près de la frontière de cette municipalité avec Corupá.